# ミドリ・ザイラー
ミドリ・ザイラー（Midori Seiler、1969年2月18日 - ）は、日系ドイツ人ヴァイオリン奏者である。ベルリン古楽アカデミーコンサートミストレス。ザルツブルク・モーツァルテウム大学教授。

## 略歴
ドイツ人ピアニストエルンスト・ザイラーを父、日本人ピアニスト小木曽美枝を母として、大阪府で生まれる。
少女時代をザルツブルクで過ごし、同地でヘルムート・ツェトマイヤーやシャーンドル・ヴェーグにヴァイオリンを教わる。その後、バーゼル音楽院でアデリーナ・オプリーン、バーゼル・スコラ・カントルムでトーマス・ヘンゲルブロックに師事。1991年よりベルリン古楽アカデミーに参加し、2000年以降コンサートミストレス。2009年に古楽演奏と現代舞踏の融合を、ヴィヴァルディの四季で試みた舞台パフォーマンスが話題となる。2010年から2013年までフランツ・リスト・ヴァイマル音楽大学でバロック・ヴァイオリンとヴィオラ教授。2014年以降ザルツブルク・モーツァルテウム大学でバロック・ヴァイオリン教授。2015年ザクセン・モーツァルト賞受賞。2016年ケーテンでのバッハ音楽祭に"BachCollektiv"音楽監督として参加。

## 演奏活動
録音
- バッハ ヴァイオリン協奏曲 BWV1052 と二重協奏曲集 (2005年、ハルモニア・ムンディ)
BWV1052は、ミドリ・ザイラーによる復元版[4]。
- モーツァルト ヴァイオリンソナタ集 (2008年4月、Zig Zag Territoires)
ヨス・ファン・インマゼールとの共演。
- シューベルト ヴァイオリンソナタ集 (2009年2月、Zig Zag Territoires)
ヨス・ファン・インマゼールとの共演。
- 四大元素－四季 (2010年2月、ハルモニア・ムンディ)
舞踏パフォーマンスで話題を呼んだ演奏のスタジオ録音盤。舞台映像
- ベートーヴェン ヴァイオリンソナタ集 (2010年9月、Zig Zag Territoires)
ヨス・ファン・インマゼールとの共演。
- バッハ パルティータ Bwv 1002 1004 1006 (2011年1月、Berlin Classics)
曲にゆかりの深いケーテン城での録音。無伴奏ソナタの録音風景
- ハイドン ヴァイオリン協奏曲集 (2014年2月、Berlin Classics)
コンチェルト・ケルンとの共演。PV

日本での公演
- ベルリン古楽アカデミー・オーケストラ J.S.バッハ ブランデンブルク協奏曲 全曲 演奏会 (2010年2月、札幌コンサートホールKitara, トッパンホール, 兵庫県立芸術文化センター, 厚木市文化会館)
- ミドリ・ザイラー ヴァイオリン・リサイタル 2012 (2012年6月、横浜市港南区民文化センター, 王子ホール, 宗次ホール)
夫でもあるクリスティアン・リーガー(チェンバロ)との共演によるオール・バッハ・プログラム。
- ソロ活動やアンサンブルの他、父エルンスト・ザイラー(京都在住)を中心とする「ザイラーファミリー」や、四姉妹による「ザイラークァルテット」としてコンサートを行うことがある。[5][6]